# Rutenbergiaceae
Rutenbergiaceae, porodica pravih mahovina u redu Hypnales. Postoje tri roda, svaki s po nekoliko vrsta,

## Rodovi
1. Neorutenbergia Bizot & Pócs
2. Pseudocryphaea Broth.
3. Rutenbergia Geh. & Hampe ex Besch.